# Mecachrome
Mecachrome is een Frans technologiebedrijf dat zich bezighoudt met luchtvaart, de auto-industrie en autosport.

## Formule 1
Mecachrome werkt sinds 1979 samen met Renault Sport, de sportdivisie van Renault. Vanaf 1983 was Renault leverancier van motoren aan verschillende teams. Mecachrome kreeg de verantwoordelijkheid voor de bouw van deze motoren. Vanaf 1985 trok Renault zich terug als constructeur uit de Formule 1, twee jaar later stopten ze ook als motorenleverancier.
In 1989 kwamen ze echter terug en leverden ze motoren aan Williams. Mecachrome werd opnieuw verantwoordelijk voor de bouw ervan. Naast Williams kregen ook Ligier en Benetton in de daarop volgende jaren Renault-motoren. Tot 1997, het jaar dat Renault zich terugtrok uit de Formule 1, werden vijf titels bij de coureurs en zes constructeurstitels behaald. 
Vanaf het moment dat Renault zich terugtrok, betaalde Mecachrome voor het verder ontwikkelen van de motoren. De motoren in 1998 droegen dan ook de Mecachrome-naam, terwijl Benetton de motoren omdoopte tot Playlife. In 1999 tekende de firma van Flavio Briatore, Super Performance Competition Engineering, een distributie-akkoord met Mecachrome. De motoren werden herdoopt tot Supertec. Williams, BAR en Arrows reden in 1999 met deze motoren.
In 2001 kwam Renault terug in de Formule 1 en kregen de motoren opnieuw Renault als naam. De relatie met Mecachrome, waarbij Renault verantwoordelijk was voor het ontwerp en Mecachrome voor de bouw, bleef dezelfde. Zowel in 2005 als 2006 won Renault op deze manier het wereldkampioenschap bij de coureurs met Fernando Alonso als het constructeurskampioenschap.
Maar 'the story' gaat door, in 2010, 2011, 2012 en 2013 wordt de wereldtitel behaald door Red Bull racing met behulp van de V8 Renault F1 technologie. Vanaf 2014 gaat Renault Energy F1 (de nieuwe naam van de F1 afdeling) in samenwerking met Mecachrome voor een nieuw kampioenschap, ditmaal met een 1.6 liter v6 turbo.

## GP2 Series
In 2005 werd de GP2 Series geïntroduceerd. Renault levert de motoren die gebruikt worden in deze raceklasse, gebouwd door Mecachrome. Ook de versnellingsbakken worden door Mecachrome geproduceerd onder de naam GearTek.
Ondanks zware kritiek op de betrouwbaarheid van deze combinatie, slaagde de GP2 Series er toch al in om heel wat talenten voort te brengen waaronder Nico Rosberg, Heikki Kovalainen, Lewis Hamilton, Nelson Piquet jr. en Timo Glock.
Mecachrome leverde tot 2010 motoren en versnellingsbakken aan de GP2 Series, evenals aan de Aziatische GP2 Series.